# سیتی ویو (کارولینای جنوبی)
سیتی ویو(به انگلیسی: City View) شهری در ایالت کارولینای جنوبی کشور ایالات متحده آمریکا است که جمعیت آن در سرشماری سال ۲۰۱۰ میلادی، ۱٬۳۴۵ نفر بوده‌است.